# Daniil Pashkoff Prize
Der Daniil Pashkoff Prize für englischsprachige Literatur von Autoren, die keine Muttersprachler sind, wird seit 2001 in Braunschweig vergeben. Ins Leben gerufen wurde der international ausgeschriebene Wettbewerb am Englischen Seminar der Technischen Universität Braunschweig. 2002 übernahm der eigens gegründete Verein „Writers Ink“ die Schirmherrschaft, gefördert von zahlreichen Sponsoren. Verein und Wettbewerb sind angesiedelt am Raabe-Haus des Kulturinstituts Braunschweig.
Benannt ist der Preis nach Daniil Pashkoff, dem ersten russischen Anglistik-Studenten an der TU Braunschweig. Pashkoff stammte aus Nowosibirsk und verstarb unerwartet 1998 im Alter von 27 Jahren an einer schweren Erkrankung.

## Preisvergabe
Der Preis wurde bis 2008 jährlich und wird seitdem alle zwei Jahre in zwei Kategorien verliehen, ursprünglich aufgeteilt in die Altersgruppen unter und über 21, inzwischen unter und über 19:
- Poetry (Lyrik) unter 19 und ab 19
- Prose (Prosa) unter 19 und ab 19

In allen Kategorien werden jeweils drei Preise vergeben. Zusätzlich werden für besondere Leistungen „Honorable Mentions“ (anerkennende Erwähnungen) ausgesprochen. Die Verleihungsfeier findet in der historischen Dornse, dem Festsaal des im 13. Jahrhundert errichteten Altstadrathauses von Braunschweig statt.
Die ausgezeichneten Arbeiten werden jeweils in einer Anthologie veröffentlicht.